# Philip Doyle
Pour les articles homonymes, voir Doyle.
Philip Doyle, né le 17 septembre 1992 à Lisburn en Irlande du Nord, est un rameur irlandais, médaillé de bronze aux Jeux olympiques de 2024 dans la spécialité du Deux de couple.

## Biographie
Doyle étudie la médecine à l'université Queen's de Belfast en 2012 et pratique l'aviron à partir de 2013. Il remporte les championnats universitaires britanniques en 2014 et se classe deuxième aux championnats nationaux irlandais amateur cette année-là, sur le huit masculin. Il participe aux championnats universitaires européens en 2014 à Hanovre, se classant huitième en skiff masculin.
En 2016, Doyle remporte le championnat masculin universitaire en deux de couple avec Tiernan Oliver et remporte l'argent en skiff face à Sam Twine de l'université de Reading. Cette année-là, Byrne et Tiernan remporte une médaille de bronze à Zagreb dans les championnats européenns et se classent 9e aux championnats du monde universitaires à Poznań, en Pologne.
Philip intègre l'équipe nationale d'Irlande en aviron à Lucerne, en Suisse, en skiff hommes, en terminant 15e. Lui et son partenaire Ronan Byrne termine neuvième aux mondiaux 2018 à Plovdiv, en Bulgarie, en deux de couple hommes en septembre 2018 ; à partir de cette date, il intègre professionnellement l'hôpital de la ville de Belfast après avoir obtenu son diplôme de l'université Queen's en juillet 2018. Il revient à la compétition en 2019 et participe aux championnats d'Europe à Lucerne, en Suisse, avec son partenaire Ronan Byrne, en terminant neuvième. Ils remportent une médaille d'argent sur le circuit de la Coupe du monde à Rotterdam, aux Pays-Bas puis décroche aussi l'argent aux championnats du monde d'aviron à Linz, en Autriche.
Son premier résultat international marquant est une victoire en 2020 aux championnats d'Europe des moins de 23 ans en deux de couple avec Daire Lynch. La paire Doyle/Byrne est engagé aux Jeux olympiques de 2020 en deux de couple mais ils échouent à se qualifier en finale A en terminant dernier de leur demi-finale. En 2022, il est associé à Konan Pazzaia pour les championnats du monde 2022 mais il est éliminé assez vite.
En septembre 2023, il remporte une médaille de bronze dans la finale du deux de couple aux Championnats du monde à Belgrade. Il termine une nouvelle fois troisième aux côtés de Daire Lynch lors de la Coupe du monde d'aviron à Lago di Varese en Italie en avril 2024. deux mois plus tard il remporte la première place lors des régates de Poznań.
C'est bien sûr avec Lynch qu'il est qualifié pour les Jeux olympiques de 2024 dans la spécialité du Deux de couple. Après avoir remporté leur série qualificative puis leur demi-finale, Lynch et Doyle se hissent sur la troisième marche du podium en finale devancés par la paire roumaine et celle des Pays-Bas alors qu'il font leur moins bon temps des JO.